# Nobres (Mato Grosso)
Nobres é um município brasileiro do estado de Mato Grosso.

## História

Avenida Juscelino Kubitschek em 1968

A região do atual município de Nobres foi ponto de passagem, no início do movimento garimpeiro em Mato Grosso, no sentido sul/oeste, que começou em 1747, entre Cuiabá e Diamantino. É Território habitado imemorialmente por povos indígenas da nação bacairis. Nobres é região rica em belezas naturais. Nos meandros da Serra do Tombador escondem-se verdadeiras maravilhas esculpidas pela natureza, com inúmeras cachoeiras e grutas, e algumas totalmente inexploradas. Existem sítios arqueológicos de grande valor científico, onde proliferam pinturas e inscrições rupestres, que atestam a antiguidade da vida humana na região.
No ponto onde situa-se a sede municipal, principiou uma povoação chamada de Seis Marias, talvez numa referência aos moldes de divisão de lotes no período provincial - sesmarias. Posteriormente  lugar passou a ser conhecido como Bananal, tendo como proprietário Antônio Ferreira Lemes.
Na pesquisa histórica do Prof. Wagner Teixeira Florentino, em seu livro, "A História do Município de Nobres", consta que os primeiros moradores de Nobres de que se tem notícia foram Baldoíno Nicreta, Bernardo de Campos, João de Campos, José Benedito e Chico Ramos. Dentre outros nomes que a historigrafia não registrou.
O município de Nobres se formou à base de três sesmarias: Bananal, Francisco Nobre e Pontezinha. Do nome Nobre nasceu a denominação destinada a perdurar. O termo, usado no plural, designa as pessoas da família Nobre: Os Nobres.
A sesmaria do Bananal, de 13.300 hectares, foi assinalada por três marcos , ou seja, uma marco de locação e mais dois, de testemunhas, que indicavam as linhas de rumo, no Requeijão, em confinação com Rosário Oeste e no Cuiabá, avançando até o Córrego Fundo, tocando a sesmaria de Francisco Nobre.
A sesmaria de Francisco Nobre confinada com Diamantino e Chapada dos Guimarães, na região que mais tarde passou a pertencer ao município de Sorriso, criado em 1986.
Ao passo que a sesmaria de Potezinha pertencia inicialmente a Diamantino, depois passou para Rosário Oeste, para, por fim, despender de Nobres.
Enquanto Pontezinha pertencia a Rosário Oeste e produzia muito diamante, Josino Serra, Aparício Rondon e Pedro Soares, que ali trabalhavam, adquiriram gado e progrediam na vida. Deram impulso a Nobres. O povo mais desprevenido de bens vivia da fartura do peixe do Rio Cuiabá e dos córregos afluentes desse rio.
Na Divisão Territorial do Estado de Mato Grosso, de 31 de dezembro de 1936, o povoado de nobres aparece como distrito do município de Rosário Oeste.
Além dos pioneiros já ditos, outros nomes que ajudaram a fazer a história nobrense foram: José Rondon, Antônio Ferreira Lemes, Tomé da Silva Campos, José Elias de Arruda, Joaquim de Arruda, Felismino José Santana, Silvestre da Silva Nonato, Matutina da Silva Campos, Honorata de Campos, Justino de Paiva Coimbra, José Leite da Rocha, além de tantos outros.

#### Combates de 1901
Um fato interessante que faz parte da história de nobres é que em 1901 houve um conflito entre forças representando o Estado de Mato Grosso e forças separatistas diamantinenses na serra do tombador onde ainda é possível encontrar resquícios da batalha como barricadas, rifles e cartuchos. Este conflito faz parte de uma série de revoltas que assolaram o estado desde 1899 fazendo parte das Disputas Oligárquicas que ocorreu entre os anos 1892-1906. As tropas diamantinenses foram rechaçadas na Serra do Tombador por virtude de um traidor que mostrou o caminho para as forças do estado, pegando-os de surpresa. As tropas vencedoras seguiram para Diamantino e lá saquearam-na e destruíram suas casas. Os moradores fugiram para as matas.

#### Visita deTheodore Roosevelt
Em 1913 a Expedição Científica Rondon-Roosevelt passou pela região acampando numa fazenda na Serra do Tombador.

#### Passagem da Coluna Prestes
Em 1926, a Coluna Prestes, que ficou conhecida historicamente como "os revoltosos", cruzou o chão de Mato Grosso. Tencionavam chegar à Bolívia, numa fuga desesperada da força legalista. O grosso da tropa acompanhava o rio Manso, em busca do Rio Paraguai, vinha em seu encalço, nada encontrasse de útil para a base bélica. Moradores antigos da cidade contam que seus pais e avós ao saberem da chegada dos revoltosos fugiam desesperados para a mata. Segundo o relato de alguns, um homem chamado Hemenegildo Galvão, inspetor de quarteirão do distrito, tentou sozinho barrar a chegada da coluna. Este foi capturado e amarrado com cordas em um cavalo e arrastado por centenas de metros. Não consta morte nessa passagem. Isso vai de encontro com o que é relatado sobre o propósito da coluna de que os integrantes da Coluna Prestes denunciavam a pobreza da população e a exploração das camadas mais pobres pelos líderes políticos. Na verdade os relatos de testemunhas chegam mais perto do relato da escritora Eliane Brum em seu livro Coluna Prestes – O Avesso da Lenda (Artes e Ofícios).

## Geografia
Localiza-se à latitude 14º43'13" sul e à longitude 56º19'39" oeste, estando à altitude de 200 metros. Possui área de 7341,31 km² e sua população estimada em 2018 foi de 15 338 habitantes, conforme dados do IBGE.
O município está localizado junto ao rio cuiabá tendo os rios serragem e nobres, que atravessam a cidade, desaguando no Cuiabá. Desta maneira Nobres faz parte da Região Metropolitana do Vale do Rio Cuiabá. O solo apresenta uma grande variedade de grupos como por exemplo tossolos, Podizólicos, Hidromórficos Gleizados, Aluviais e Lateríticos indiscriminados. Entre os grupos prevalece, o Podzólico Vermelho-Amarelo TB Entrófico Abrúptico A moderado textura média/argilosa. Devido a predominância de calcário o município é servido de muitas grutas e cavernas, destacando a gruta da lagoa azul em Bom Jardim. A região de nobres é cortada por diversas serras como as Serras da Quitanda e Cancela, mais ao centro as Serras do Quebó e Furnas, ao Norte as Serras de Santa Rita e Cuiabazinho, ao sudoeste a Serra do Tombador ou Caixa Furada.

## Economia

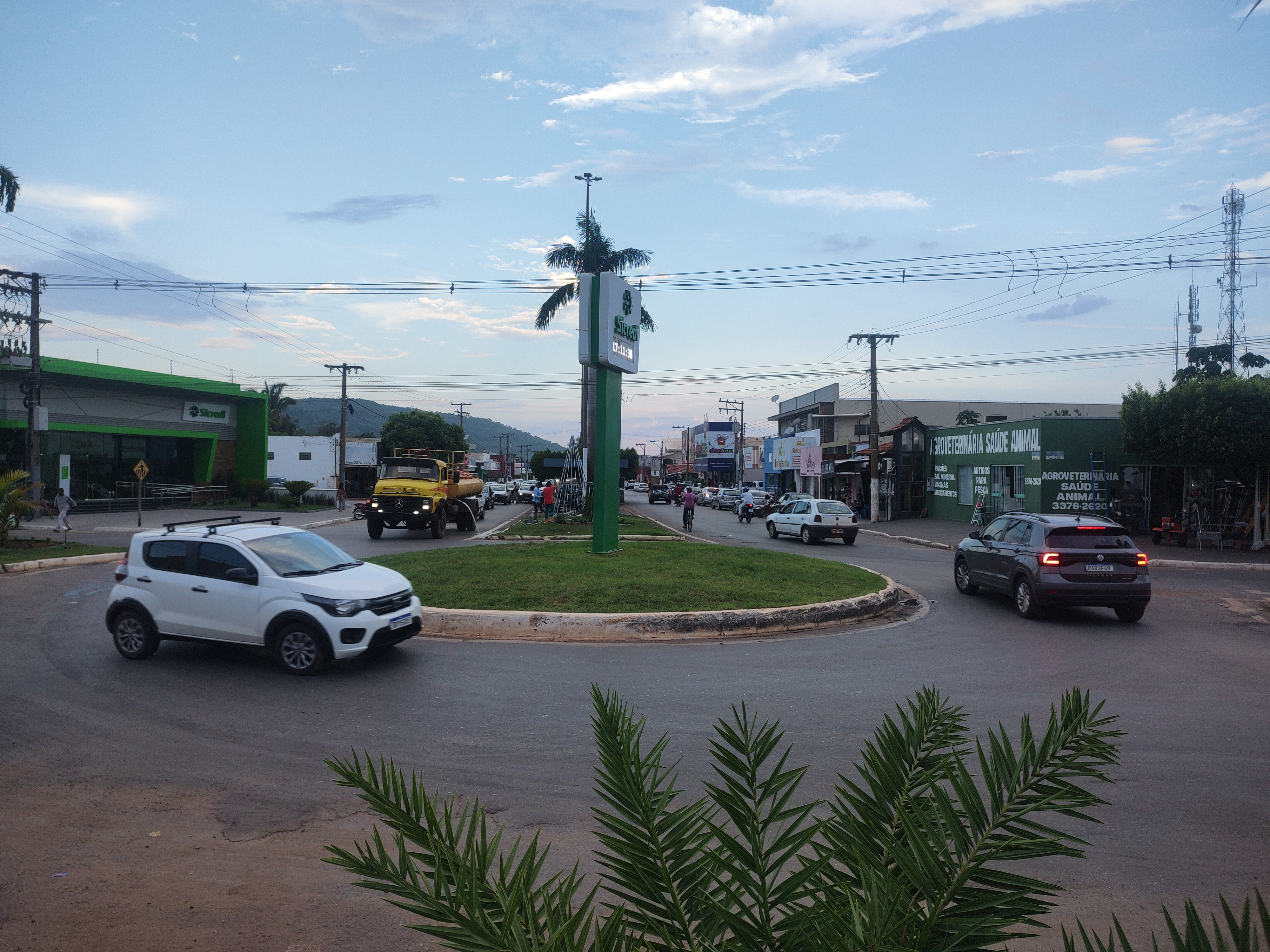
Rototatória entre avenidas de Nobres. Ao fundo, a avenida Juscelino Kubitschek

A principal fonte de economia é a indústria formada em quase sua totalidade por fábricas de calcário. Somente no município de Nobres há 9 fábricas responsáveis por 60% da produção de calcário do estado de Mato Grosso. São mais de 3 milhões de toneladas. As fábricas começaram a se instalar no município na década de 80 devido ao grande crescimento da agricultura no norte do estado facilitando, assim, a instalação.Há também uma fábrica de cimentos da Votorantim iniciando suas atividades em agosto de 1991.

## Últimos prefeitos eleitos
| Ano  | Prefeito               | Partido | Votos | %     | Ref    |
| ---- | ---------------------- | ------- | ----- | ----- | ------ |
| 2004 | Flavio Dalmolin        | PP      | 4.478 | 56,49 | [ 19 ] |
| 2008 | Dr Zé Carlos           | PP      | 3.328 | 60,07 | [ 20 ] |
| 2012 | Gilmarzinho da Ecoplan | PSD     | 5.753 | 61,95 | [ 21 ] |
| 2016 | Leocir                 | PSDB    | 4.497 | 50,91 | [ 22 ] |
| 2020 | Leocir Hanel           | PSDB    | 4.373 | 50,61 | [ 23 ] |